# 秋津温泉
『秋津温泉』（あきつおんせん）は、1947年に発表された藤原審爾の小説。1962年には同名のタイトルで日本映画として公開される。

## 小説
藤原審爾は戦争中21歳の時に岡山で「秋津温泉」の執筆を始め、戦災で吉備津に移り、戦後倉敷市で書きあげた。同人誌に書いた作品が河盛好蔵らに認められて、『人間別冊』『別册文藝春秋』から執筆の依頼が来て、1947年に前半を『人間別冊』に、後半を『別册文藝春秋』に掲載。1948年、講談社の新鋭文学選書として刊行。加筆したものを1949年に新潮社より刊行。藤原の初期代表作として知られる。
主人公＜私＞は17年間にわたり5度秋津温泉を訪問し、ヒロイン新子と17年間にわたる愛を深める。
岡山県の奥津温泉がモデルである。藤原審爾は少年期と戦中を岡山で暮らした。作中、ヒロインが営む温泉旅館の『秋津荘』は、旅館『河鹿園』がモデルだったが、2012年に廃業した。また、＜私＞とお新さんの関係が終止符を打たれる場面に描かれた、サクラの木のある場所は奥津渓の脇だが、実際にあるのはモミジの木である。

## 映画
監督と脚本は吉田喜重。岡田茉莉子のデビューから100本記念作品として、岡田自身が「秋津温泉」の映画化を提案し、『熱愛者』に続いてプロデューサーとなった。監督の吉田にはかつて『ろくでなし』の出演を依頼されたがスケジュールの都合で出られなかったことがあり、『秋津温泉』の監督を依頼したところ一度は断られ、脚本を吉田、カメラを成島東一郎とする条件で引き受けてもらった。戦後、秋津荘を舞台に、生きる希望を失い時代に流されゆく男と、変わらぬ真情を抱き裏切られる女を、時代から取り残される秋津荘の運命を背景に描く。
1962年（昭和37年）第36回キネマ旬報ベストテン第10位、第17回毎日映画コンクール女優主演賞（岡田茉莉子）を受賞した。
岡田はこの映画の後で引退しようと考えたが、監督の吉田に「あなたは青春を映画に全て捧げて、もったいないかと思いませんか」と言われて引き留められた。1963年には吉田と結婚、「吉田と結婚したから、女優を一生続けようと思いました」と語っている。
当初、芥川比呂志でクランクインしたが、途中で芥川が病気で降板し、急きょ長門裕之を代役に立てて撮り直した。
旅館『大釣荘』で撮影が行われた。また、入浴場面は大釣荘近くの般若寺温泉で撮影された。大釣荘は廃業し、跡地は『大釣温泉』という日帰り入浴施設になっている。

## あらすじ
太平洋戦争中、生きる気力を無くした一人の青年、河本周作は死に場所を求めてふらりと秋津温泉にくる。結核に冒されている河本は、温泉で倒れたところを、温泉宿の女将の娘、新子の介護によって元気を取り戻す。そして、終戦。玉音放送を聞いて涙する純粋な新子に心打たれた河本は、やがて生きる力をとりもどしていく。互いに心惹かれる二人だったが、女将が河本を追い出してしまったために、河本は街に戻る。数年後、秋津に再び現れた河本だが、酒におぼれ、女にだらしない、堕落してしまった河本に、新子はいらだちを覚える。そこで、河本が結婚したことを知った新子は、苦しい河本への思いを捨てきれないまま、河本を送り出す。その後、東京に行くことになった河本は再び秋津を訪れる。一途なまでに河本を思う新子、そして、優柔不断でだらしない河本は再び都会へ。さらに四たび秋津を訪れる河本、そのときには旅館を廃業した新子だったが、河本は新子との肉体の情欲にだけ溺れる。新子は、河本にいっしょに死んでくれと言う。そして最後、河本と別れたあとに、思いつめた新子は手首を剃刀で切るのだった。
原作では、寺の次男との結婚を控えた新子が「あたしはこれでいいのよ、これで倖せだわ」と話すところで終わっており、手首を切る場面はない。

## キャスト
- 新子：岡田茉莉子
- 河本周作：長門裕之
- 三上：山村聡
- 松宮謙吉：宇野重吉
- 船若寺住職：東野英治郎
- お澄：小夜福子
- お民：日高澄子
- 新聞記者：吉田輝雄
- 陽子：芳村真理
- 芸者：桜むつ子
- 芸者：高橋とよ
- 酒場の女将：清川虹子
- 六助：殿山泰司
- 晴枝：中村雅子
- 津田：神山繁
- 大崎：小池朝雄
- 島村：名古屋章
- 軍医：下元勉
- 闇屋：西村晃
- 軍人：草薙幸二郎
- 田口計
- 鶴丸睦彦
- 新聞記者：穂積隆信
- 岡山の女：辻伊万里
- 芸者：千之赫子
- 住職のお内儀：吉川満子
- 直子：夏川かほる
- 田村保
- 福岡正剛
- 遠山文雄
- 谷よしの

## スタッフ
- 監督・脚本：吉田喜重
- 製作：白井昌夫
- 企画・衣裳：岡田茉莉子
- 撮影：成島東一郎
- 美術：浜田辰雄
- 編集：杉原よ志
- 音楽：林光
- 録音：吉田庄太郎
- 現像：東洋現像所
- 協力：津山市、奥津市